# パルマ国立美術館
パルマ国立美術館（伊: Galleria nazionale di Parma）は、北イタリアのパルマにある美術館。
画家のフラ・アンジェリコ、レオナルド・ダ・ヴィンチ、コレッジョ、セバスティアーノ・デル・ピオンボ、パルミジャニーノ、ティントレット、グエルチーノ、カナレットなどの作品が展示されている。
建物自体は、未完とされながらも1583年から1622年にかけてファルネーゼ家により建設されたパラッツォ・デラ・ピロッタ内にある。

## ギャラリー

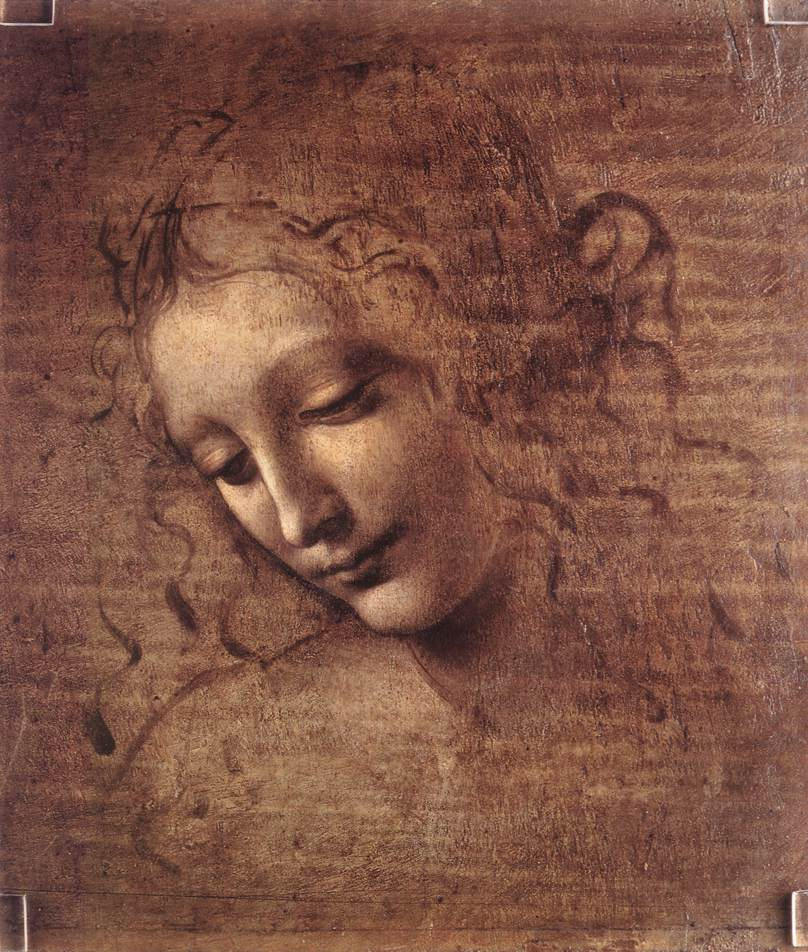
『ほつれ髪の女』 レオナルド・ダ・ヴィンチ 1485年頃
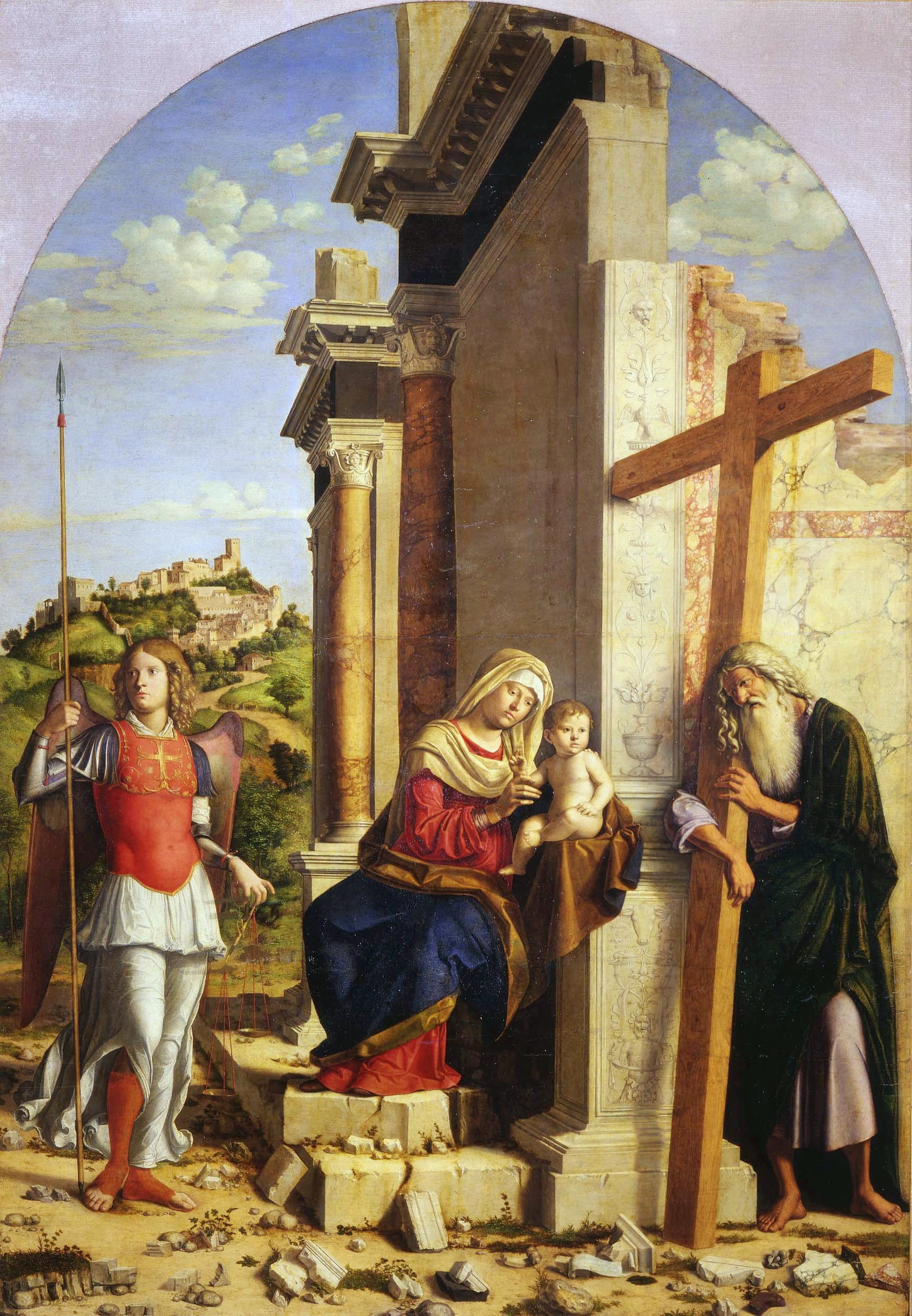
『聖母子と大天使聖ミカエル、聖アンデレ』チーマ・ダ・コネリアーノ 1504年
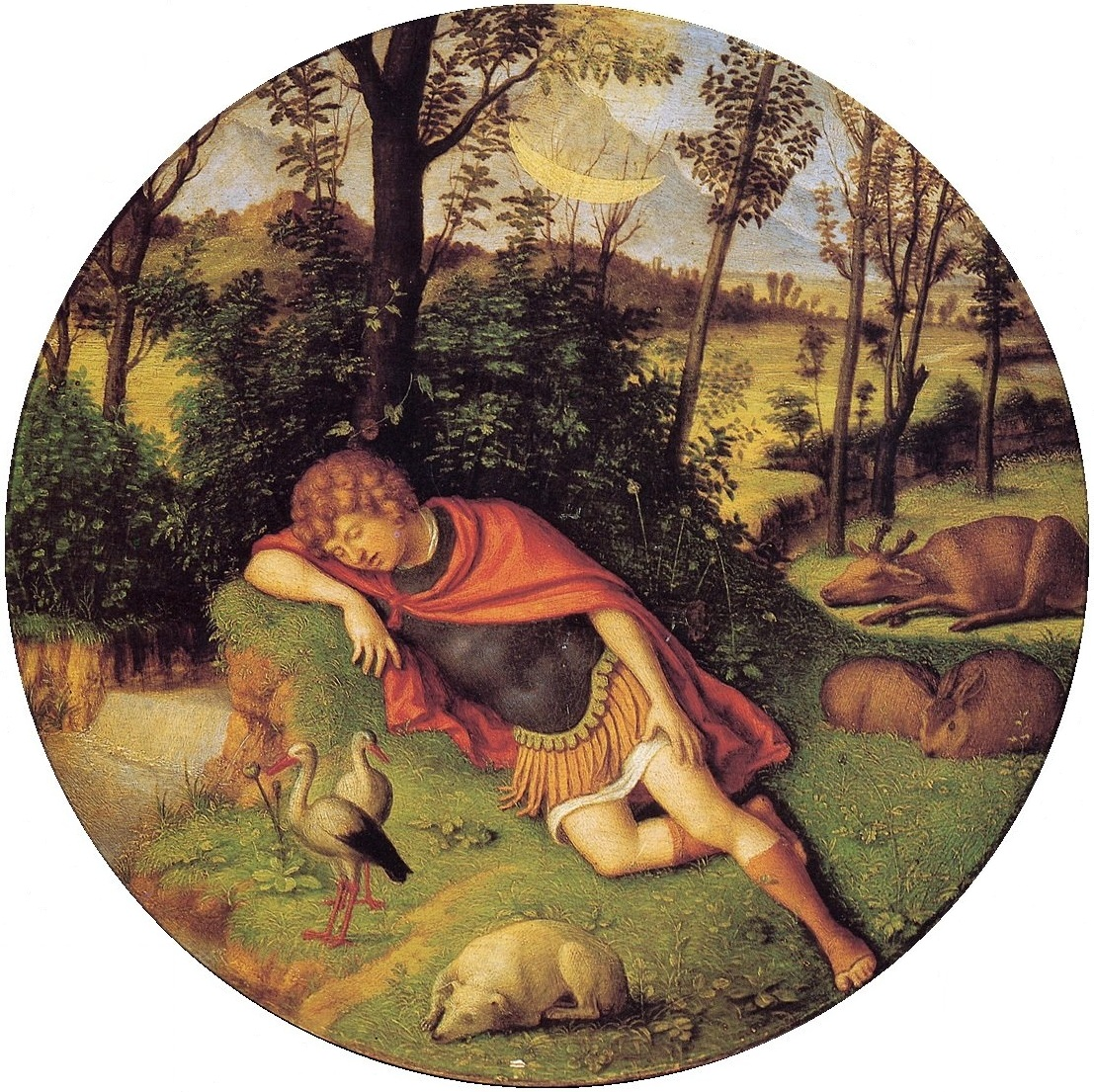
『眠れるエンデュミオン』チーマ・ダ・コネリアーノ 1505年-1510年頃
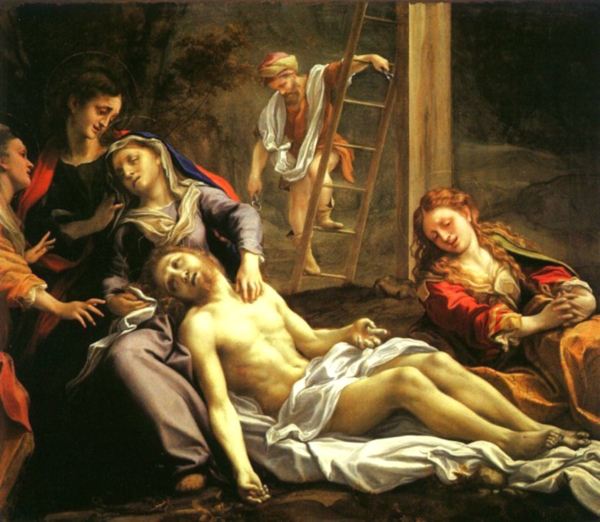
『キリストの哀悼』 コレッジョ 1524年頃
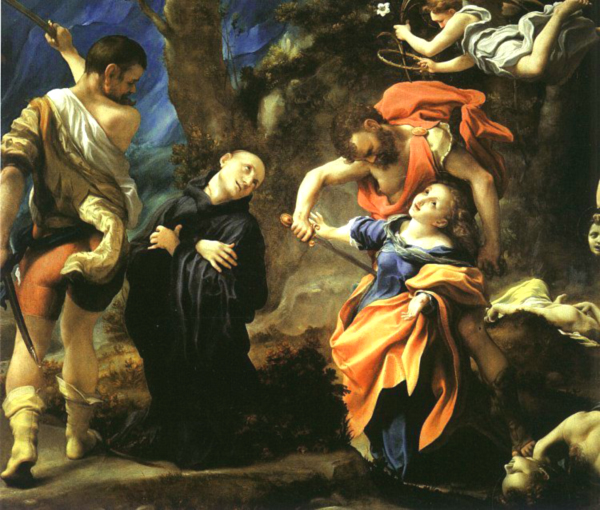
『四聖人の殉教』 コレッジョ 1524年頃
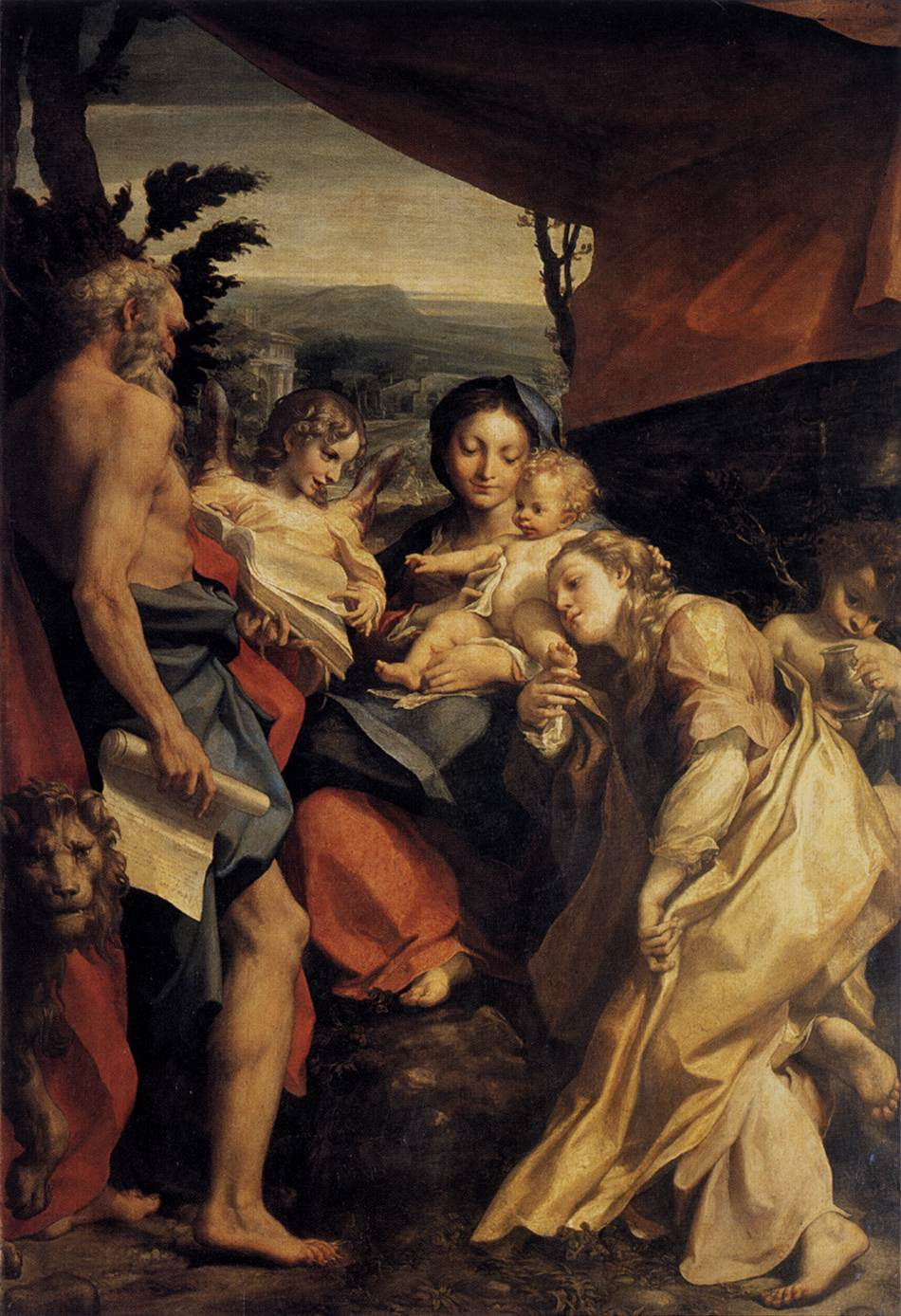
『聖ヒエロニムスとマグダラのマリアのいる聖母子』 コレッジョ 1525年から1528年頃
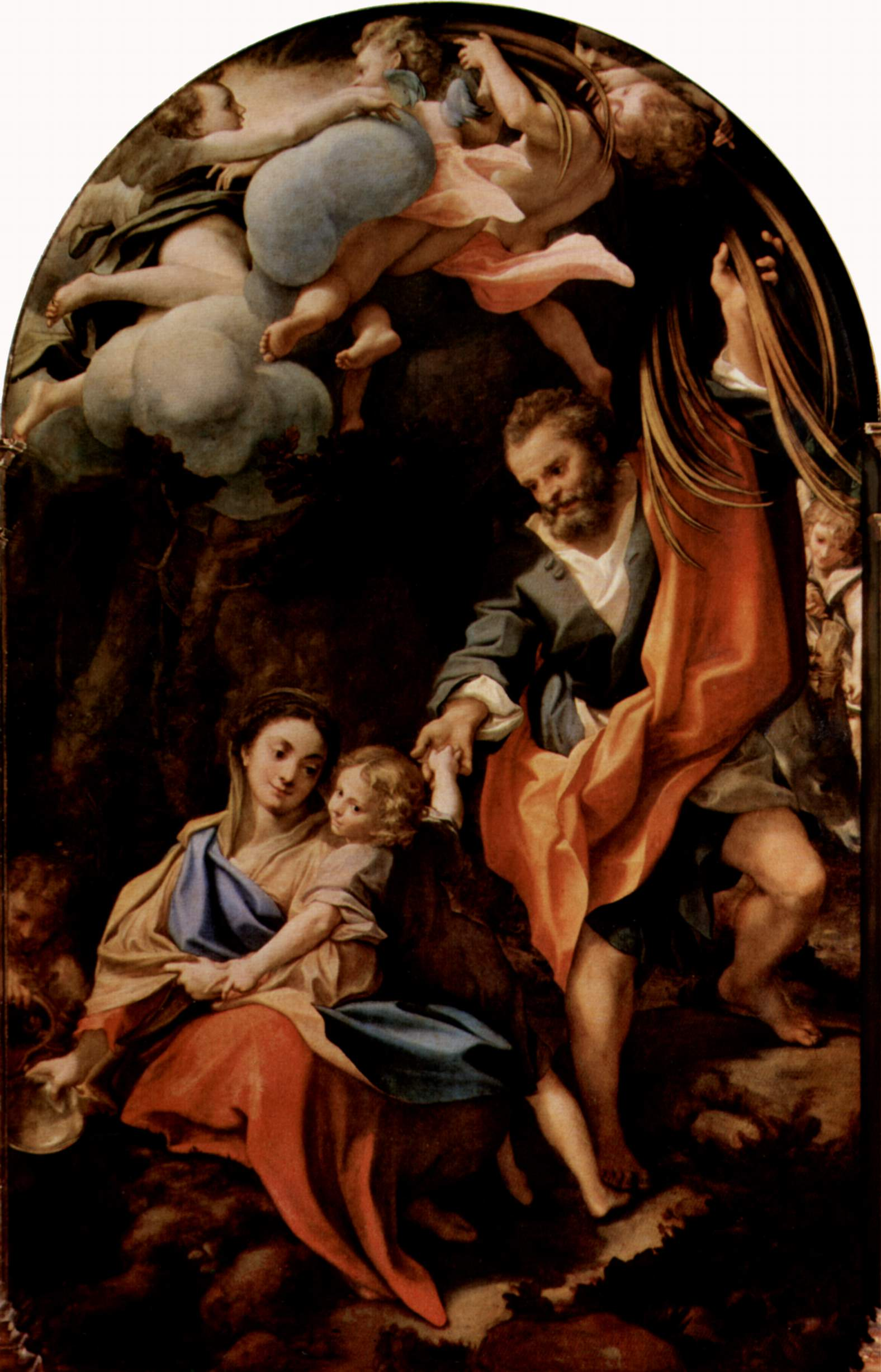
『スープ皿の聖母』 コレッジョ 1525年から1530年頃
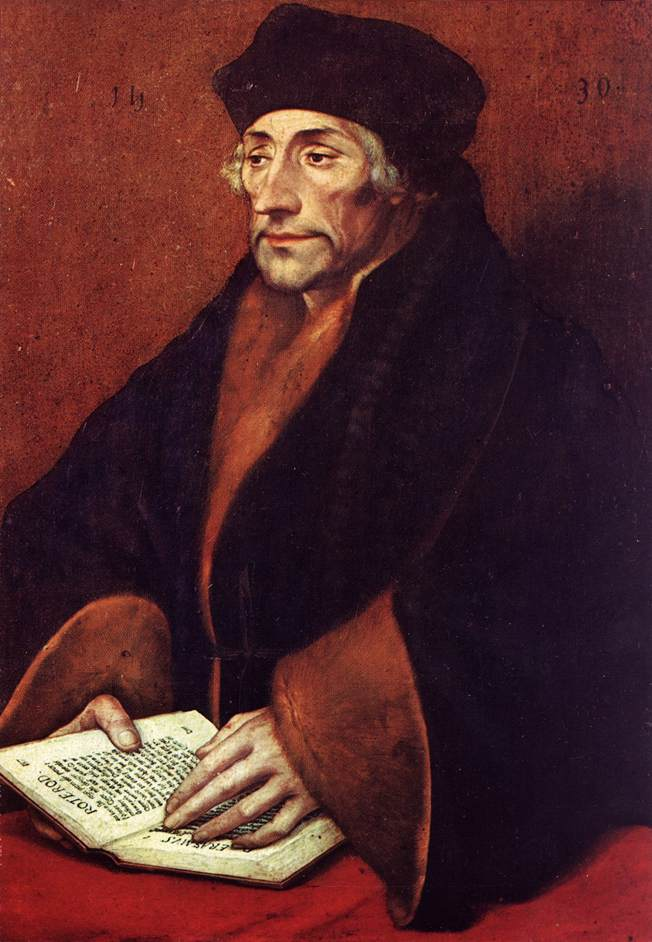
『ロッテルダムのエラスムス』 ハンス・ホルバイン 1530年頃
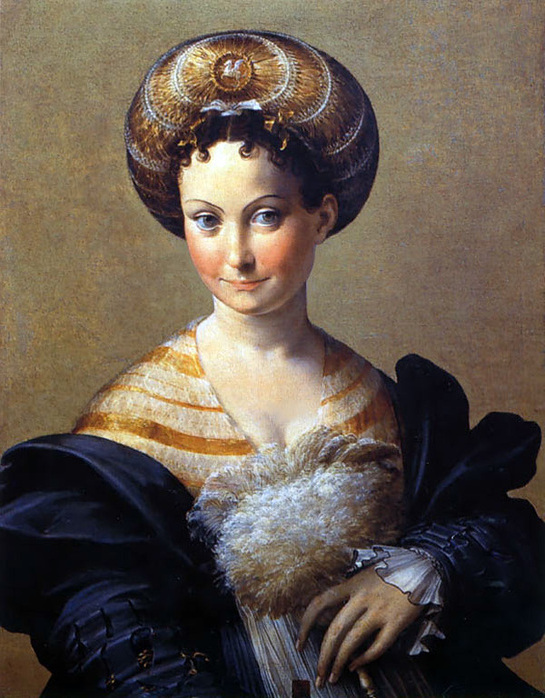
『トルコの奴隷』 パルミジャニーノ 1533年頃
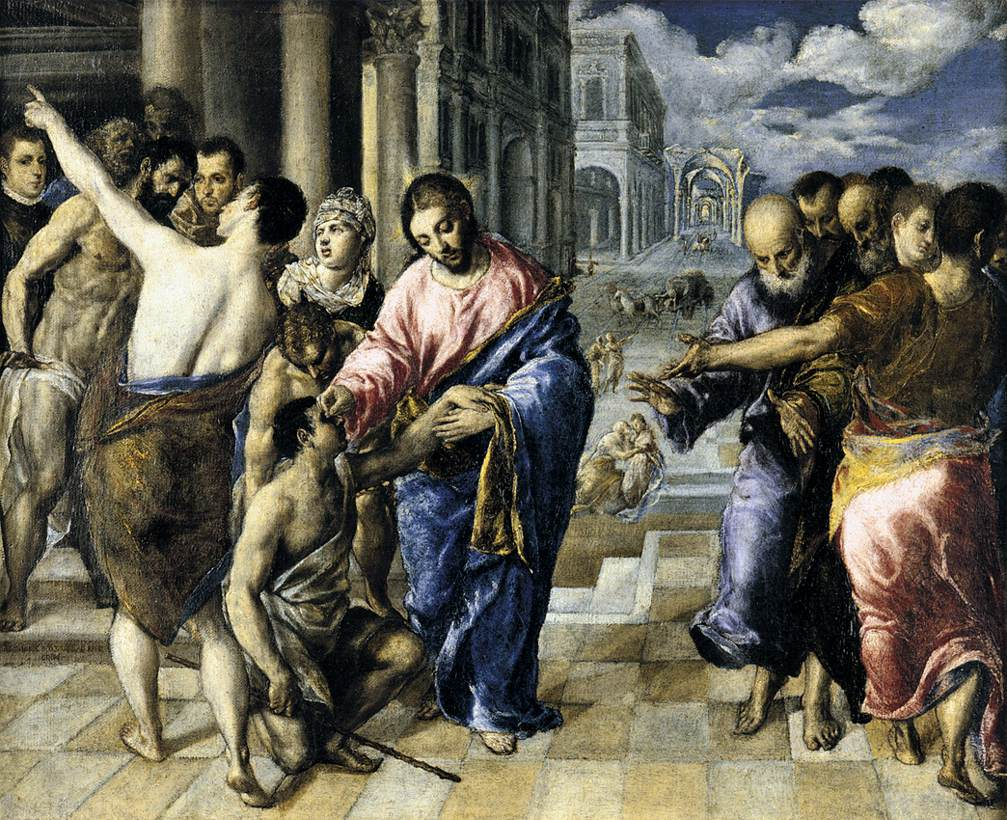
『盲人の治癒』 エル・グレコ 1571年から1572年頃
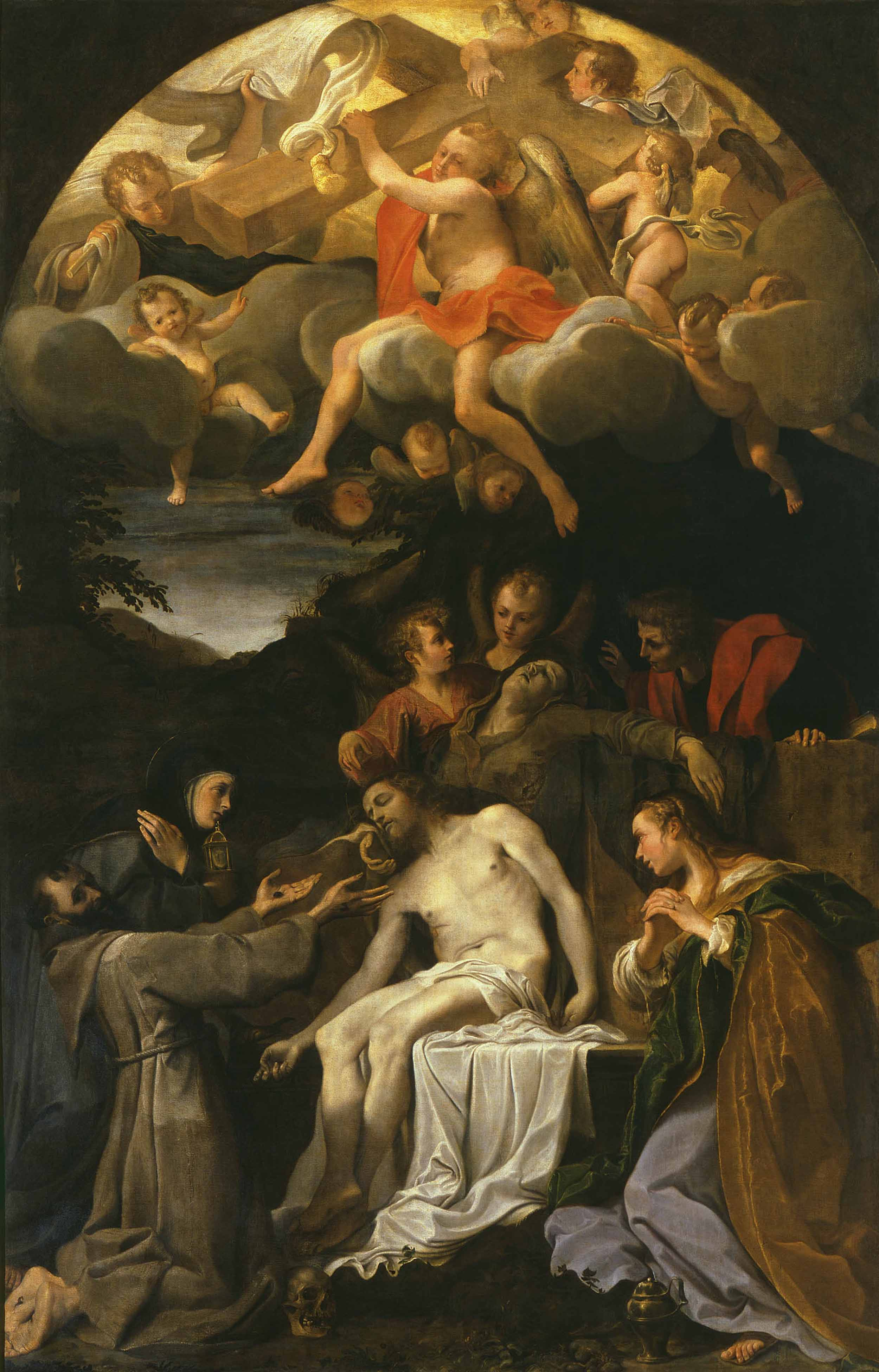
『聖クララ、聖フランチェスコ、マグダラのマリアのいるピエタ』 アンニーバレ・カラッチ 1585年
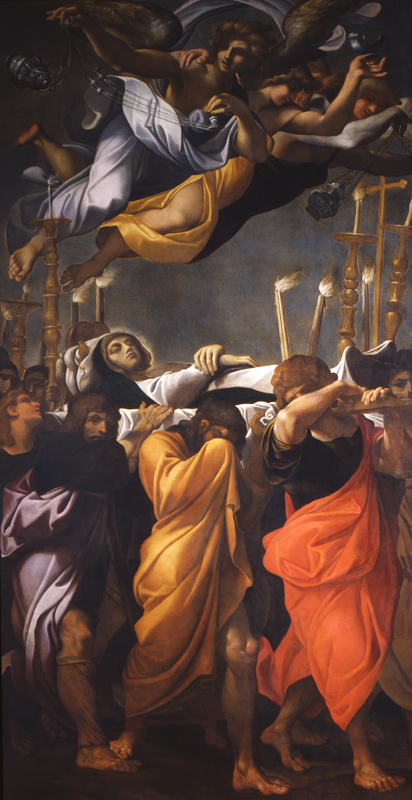
『聖母マリアの葬儀』ルドヴィコ・カラッチ 1605-1609年
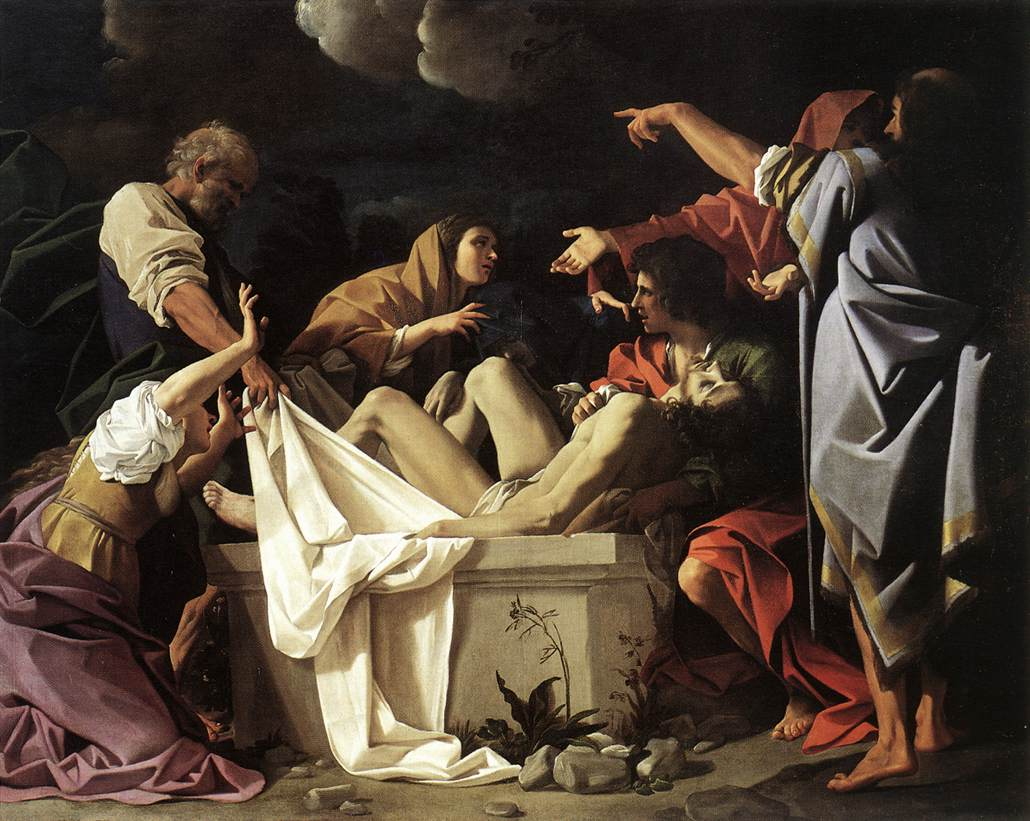
『キリスト降下』バルトロメオ・スケドーニ 1613年頃
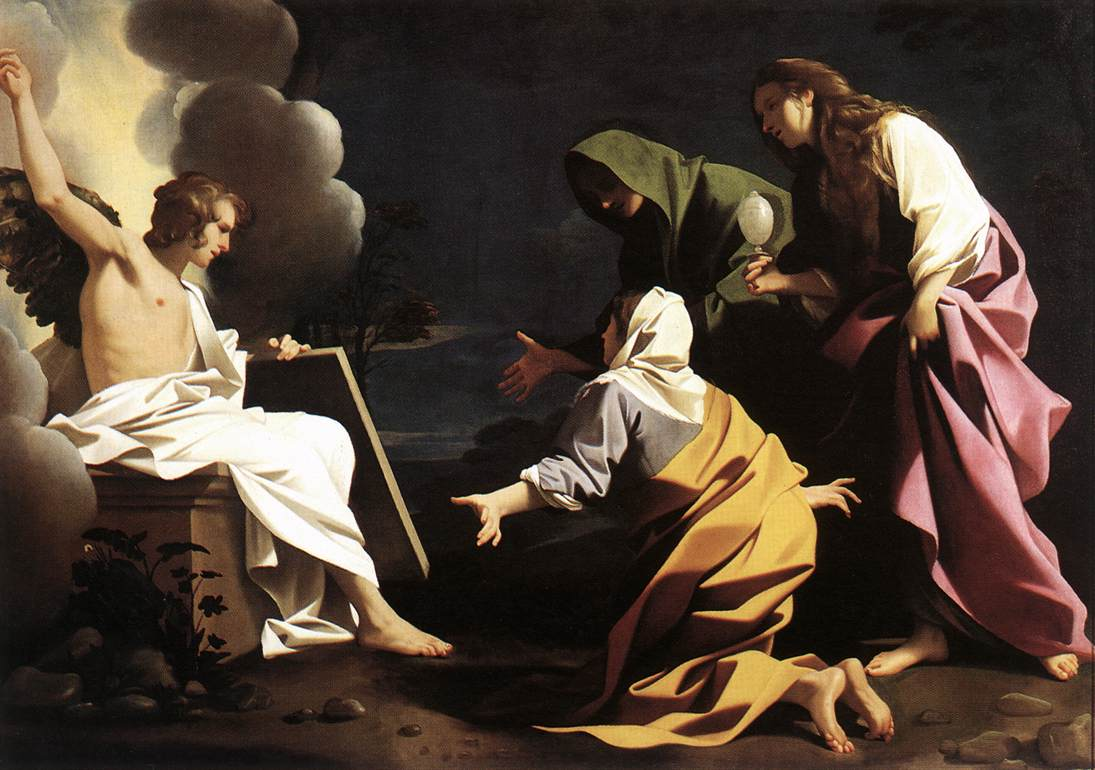
『キリストの墓の前のマリアたち』バルトロメオ・スケドーニ 1613年頃
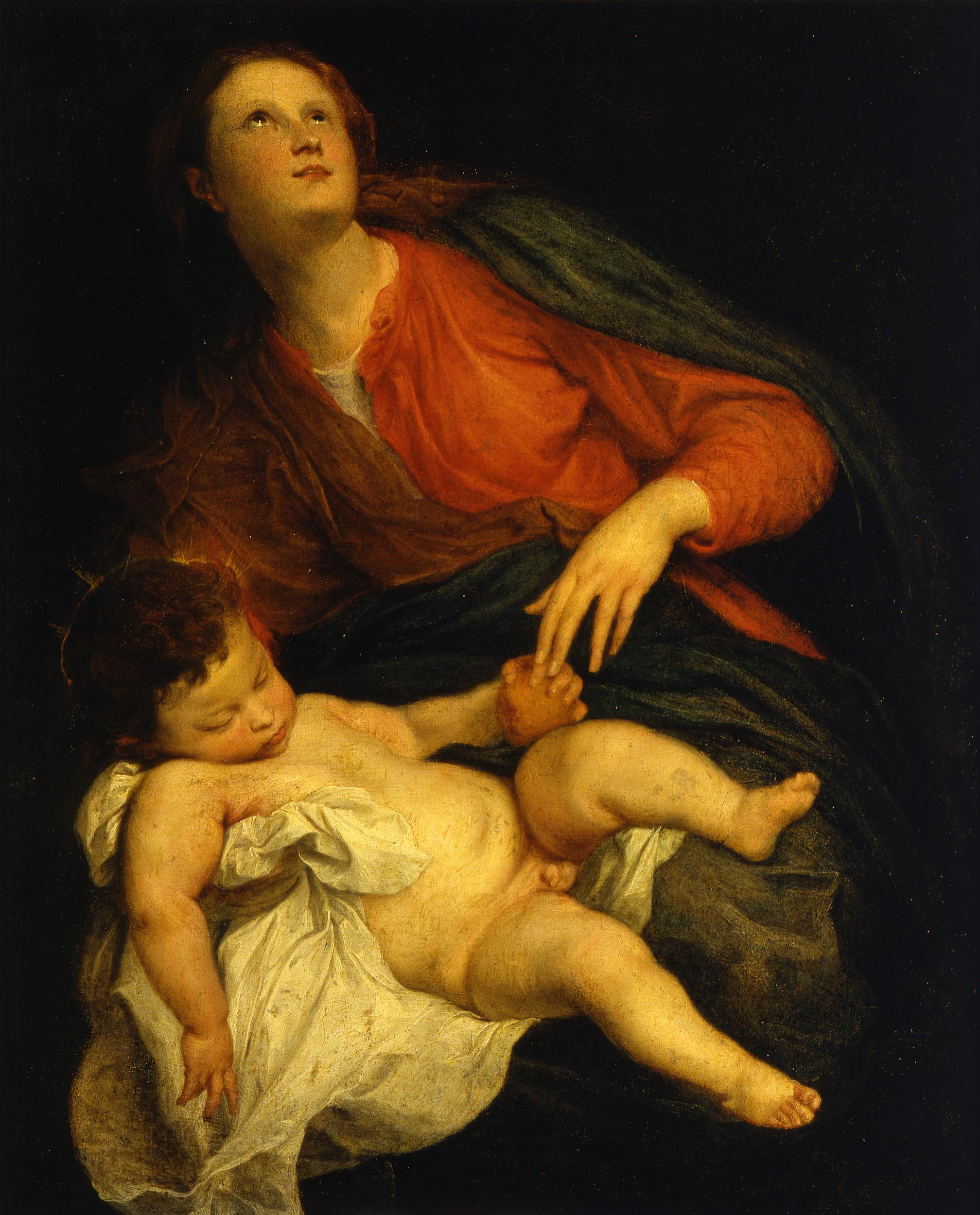
『聖母子』アンソニー・ヴァン・ダイク 1621年から1627年頃
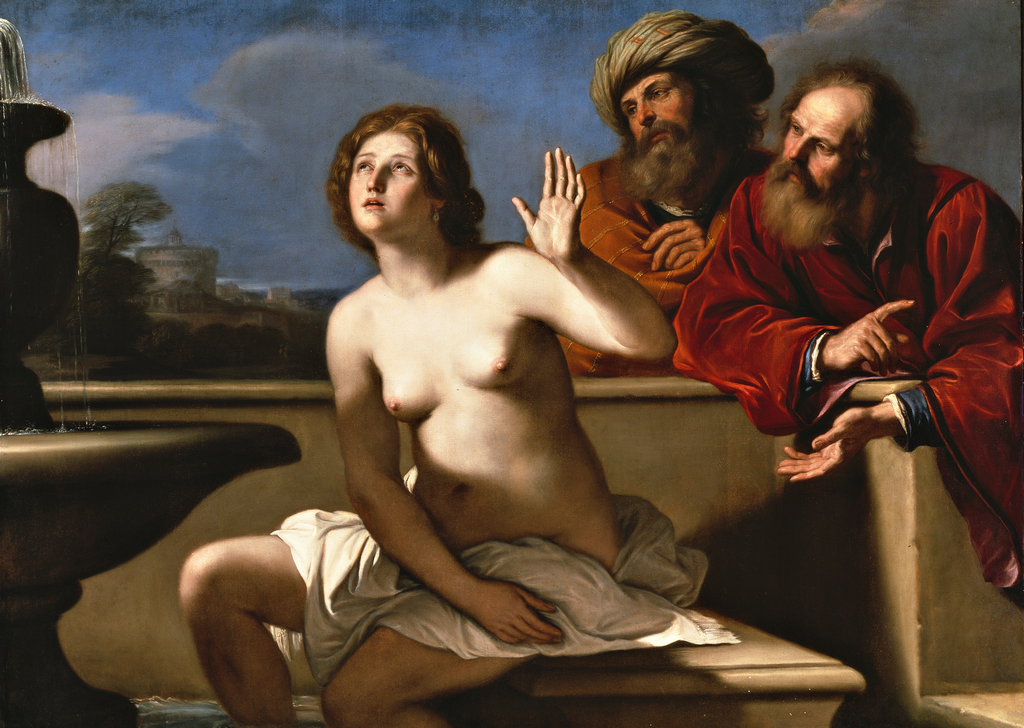
『スザンナと長老たち』 グエルチーノ 1650年
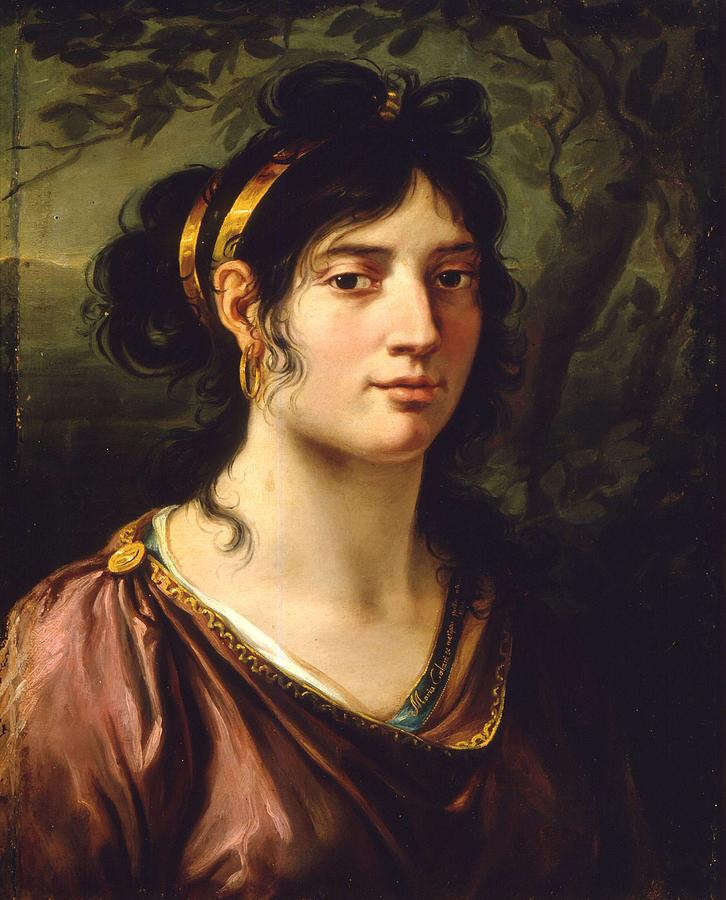
『自画像』マリア・カッラーニ（英語版） 1802年

## アクセス
- パルマ駅から徒歩10分。パルマの中央広場であるガリバルディ広場からは徒歩5分。[2]